# OpenLayers
Openlayers是一个开源的Javascript库（基于修改过的BSD许可发布），用来在Web浏览器显示地图。它提供API接口建立类似于Google Maps和Bing Maps的基于web的地理应用。这个库包括Rico和Prototype框架。

## 功能
OpenLayers支持GeoRSS、KML（Keyhole标记语言）、地理标记语言（GML）、GeoJSON和任何来源的地图数据，这些数据都使用OGC标准作为Web地图服务（WMS）或Web要素服务（WFS）。